# Willem La Riviere
Willem La Rivière (Rotterdam, 1971) is schrijver, trainer en voormalig toptienspeler in de sport pool.
La Rivière heeft meerdere prijzen in de poolsport gewonnen en speelde in de eredivisie pool. In de jaren ’80, ’90 tot in 2004 kwam hij als speler uit voor poolzalen als Matchroom Zevenkamp, Thurston Pool & Snooker Gallery, Snooker en Poolcentrum Capelle en Poolcentrum Blaak. Door een blessure is La Rivière in 2004 gestopt met poolen op het hoogste niveau.
La Rivière was naast speler ook een gecertificeerde club- en jeugdtrainer van de KNBB en de EPBF. In de jaren ’90 en ’00 heeft hij meerdere vrijwilligersfuncties ingevuld waaronder bestuurslid KNBB Sectie Pool, voorzitters spelerscommissie KNBB en voorzitter vereniging PoolPlay. In 2007 werd hij breedtesportcoördinator KNBB en vanaf 2008 directeur KNBB, wat hij op dit moment nog is. Hij is initiafnemer van maatschappelijke projecten als Smartpool en Tijd voor Krijt.
In 2005 bracht La Rivière zijn eerste instructieboek uit. In dit boek met als titel The Road to Glory - Pool voor iedereen deelde hij zijn opgedane ervaring en kennis. The Road to Glory, waarvan in 2007 een geheel herziene versie uitkwam, werd in 2005 tweede bij de publieksprijs voor de Nico Scheepmaker Beker. Wibi Soerjadi schreef het voorwoord in deze versie.
December 2024 kwam Beter Poolen, zijn derde boek uit. Dit instructieboek behandelt onder andere de basis van pool, spelregels, training, oefeningen en materiaal. Het boek werd vergezeld met twee hulpmiddelen, namelijk de SPAT voor richten en de PPG om daarmee het positiespel te vereenvoudigen. Het voorwoord van Beter Poolen is geschreven door Niels Feijen.

## Externe Links
- Website Willem La Rivière